# Hostilijan
Gaius Valens Hostilianus Messius Quintus (235. – 251.) rimski car od lipnja do studenoga 251., sin sljedeceg cara Decija i njegove žene Herennia Cupressenia Etruscilla i brat cara Herenija Etruščanina. 

### Ostali projekti
|  | Zajednički poslužitelj ima stranicu o temi Hostilijan |